# Епархия Манадо
Епархия Манадо (лат. Dioecesis Manadoensis) — епархия Римско-Католической церкви с центром в городе Манадо, Индонезия. Епархия Манадо входит в митрополию Макасара. Кафедральным собором епархии Манадо является церковь Пресвятой Девы Марии.

## История
19 ноября 1919 года Римский папа Пий XII издал бреве Nobis supremum, которым учредил апостольскую префектуру Селебеса, выделив её из апостольского викариата Бата́вии (сегодня — Архиепархия Джакарты).
1 февраля 1934 года Римский папа Пий XI издал буллу Magno perfundimur, которой преобразовал апостольскую префектуру Селебеса в апостольский викариат.
13 апреля 1937 года апостольский викариат Селебеса передал часть своей территории новой апостольской префектуре Макасара и был переименован в апостольский викариат Манадо. 
3 января 1961 года Римский папа Иоанн XXIII издал буллу Quod Christus, которой преобразовал апостольский викариат Манадо в епархию.

## Ординарии епархии
- епископ Gerard Vesters (1919 — 1923);
- епископ Joannes Walter Panis (1923 — 1946);
- епископ Nicolas Verhoeven (1947 — 1969);
- епископ Theodorus Hubertus Moors (1969 — 1990);
- епископ Joseph Theodorus Suwatan (1990 — по настоящее время).

## Источник
- Annuario Pontificio, Libreria Editrice Vaticana, Città del Vaticano, 2003, ISBN 88-209-7422-3
- Breve Nobis supremum, AAS 12 (1920), стр. 100  (лат.)
- Булла Magno perfundimur, AAS 27 (1935), стр. 67  (лат.)
- Булла Quod Christus, AAS 53 (1961), стр. 244  (лат.)